# Thomas de Celano
Thomas de Celano, né vers 1190 à Celano et mort vers 1260 à Tagliacozzo en Italie, est un religieux franciscain et le premier hagiographe de François d'Assise et de Claire d'Assise. 
Ses œuvres constituent l'une des principales sources pour la connaissance du franciscanisme primitif. 

## Biographie

### D'Italie en Allemagne
Thomas est né vers 1190, à Celano, dans les Abruzzes. En 1215, il est reçu dans l'ordre des frères mineurs par le fondateur, François d'Assise. En 1221, il est chargé d'une mission de prédication en Allemagne, à l'occasion de laquelle il fonde plusieurs couvents, avant d'être mis à la tête de la custodie de Rhénanie, qui comprenait les maisons franciscaines de Cologne, Worms, Spire et Mayence. C'est ainsi qu'en 1227, il accompagne le provincial d'Allemagne, Albert de Pise, au chapitre général tenu à la Portioncule. 

### Hagiographe officiel de l'ordre

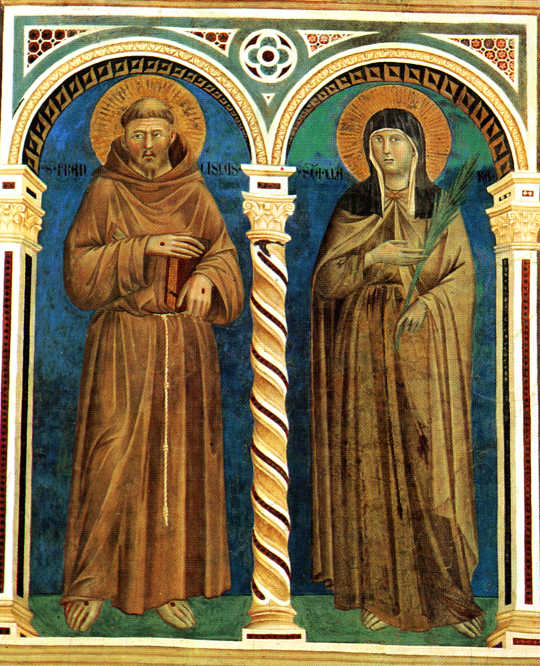
François et Claire, initiateurs de la spiritualité franciscaine, dont Thomas de Celano composa les biographies

Il assiste, en 1228, à la canonisation de saint François d'Assise (mort en 1226) et, revenu vivre en Italie, se trouve chargé par le pape Grégoire IX de rédiger la biographie officielle du nouveau saint : cette Vita prima, il affirmera l'avoir écrite sur base des souvenirs de saint François lui-même et du témoignage de ses proches. Il faut y ajouter les informations et les consignes du frère Elie de Cortone. Sur ordre de ce dernier, devenu ministre général de l'ordre, Thomas abrège, à des fins liturgiques, sa Vita, ce qui donne la Vie de notre bienheureux père François, dont la fortune sombra avec la déposition brutale du général en 1239. À la même époque, et toujours pour répondre à des besoins liturgiques, il compose une Legenda ad usum chori. Ces deux textes bénéficieront d'un certain regain d'intérêt en 1244, dans le cadre d'un renouveau liturgique initié dans l'ordre franciscain par Aymon de Faversham, les lectures de l'office pour la fête de saint François devant désormais couvrir une semaine. De plus, la même année, le chapitre général de Gênes demande aux frères de consigner par écrit et d'envoyer au ministre général, Crescent de Jesi, tous les témoignages concernant la vie ou les miracles du Pauvre d'Assise, à l'intention des plus jeunes religieux qui réclamaient un complément d'information. Franciscains de la première heure, les FF. Léon, Ange et Rufin d'Assise se mettent à la tâche ; Thomas assure l'harmonisation stylistique de leur compilation ; cette nouvelle version est approuvée par le chapitre général de Lyon en 1247. Intitulée Memoriale in desiderio animae, elle est connue sous le nom de Vita secunda. Seulement, étant donné qu'elle reflète les conceptions des trois compagnons, pour lesquels les miracles sont négligeables par rapport à la sainteté de vie, le ministre général Jean de Parme a demandé à Celano d'écrire, en 1253, un Tractatus de miraculis, cinquième et ultime ouvrage consacré par Thomas à François, sorte de complément qui met à jour les miracles accomplis après la mort du saint. Entre la Vita prima et la Vita secunda, l'évolution de la figure de François d'Assise est sensible : personnage singulier dans la première (« vir dissimilens omnibus » : 1, 57, 19), il est au contraire ramené dans la deuxième à des modèles traditionnels

### Avec les clarisses
Le 15 août 1255 a lieu la canonisation de sainte Claire. Le pape Alexandre IV remet à Thomas les documents du procès, afin qu'il rédige l'hagiographie officielle de la fidèle amie de François. Ce sera, en 1256, la Legenda S. Clarae Virginis, et la dernière œuvre de Celano en tant qu'hagiographe officiel de l'ordre. Devenu aumônier des clarisses de Val de'Varri, il meurt en 1260. D'abord enterrés au monastère des clarisses, ses restes sont transférés, en 1516, dans l'église des franciscains conventuels de Tagliacozzo. Il faut encore souligner que Thomas est l'auteur de la séquence (= poème liturgique) Sanctitatis nova signa sur les Stigmates de saint François; on lui attribue également le Dies irae de la Messe des morts, mais cette attribution est controversée.

## Postérité

### Influence des œuvres de Celano

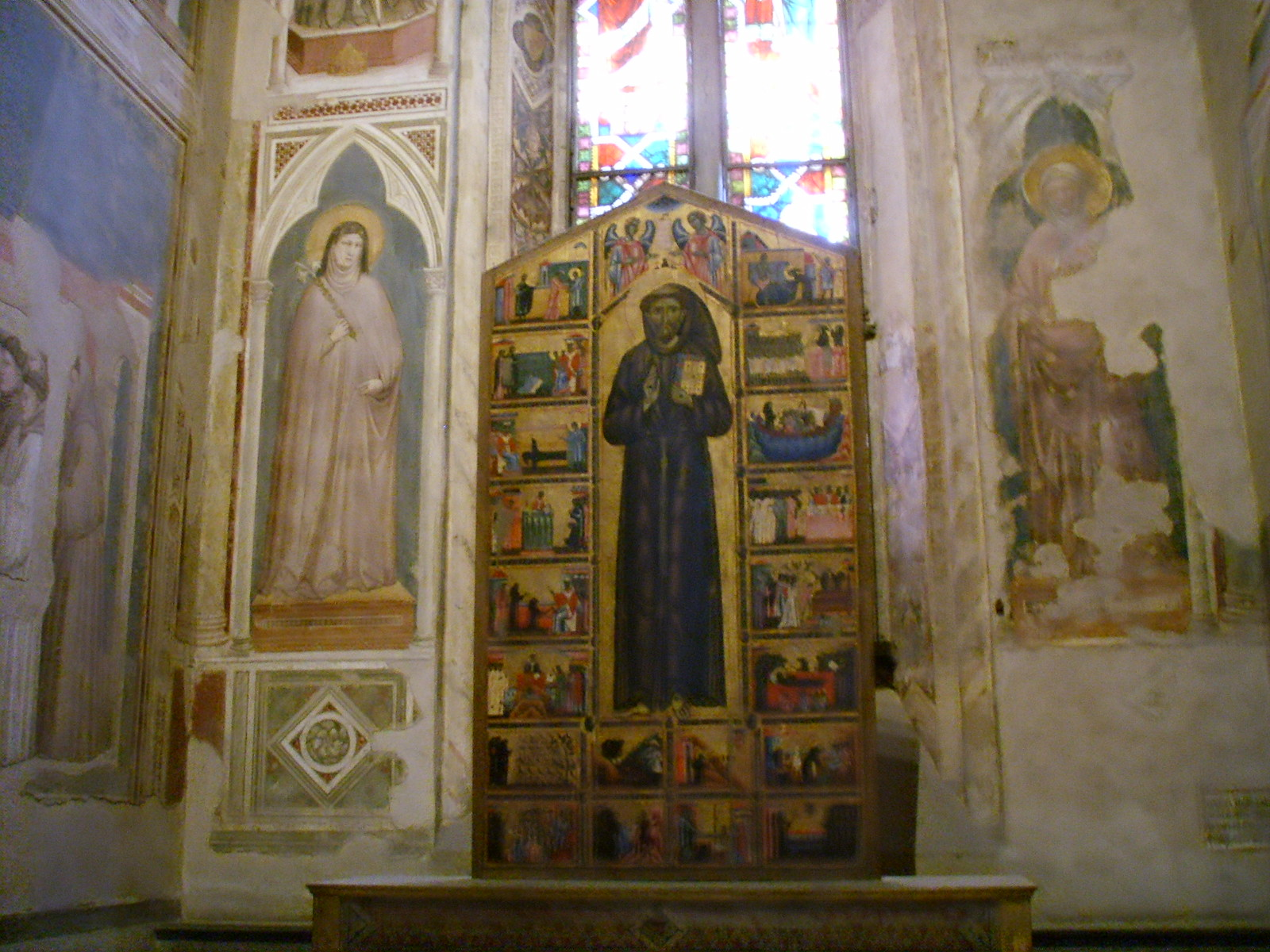
Retable de la chapelle Bardi, réalisé par Giotto à partir de la Vita prima de Celano (église Santa Croce, Florence).

Au XIIIe siècle, les hagiographies de Celano ont inspiré, sur François d'Assise, les ouvrages suivants :
- Vita (1232-1235) et Officium rythmicum (1231-1232) du franciscain allemand Julien de Spire;
- Legenda versificata (1232-1234) du clerc séculier Henri d'Avranches, composition en vers commandée par Grégoire IX;
- Legenda major et Legenda minor (1260) du franciscain italien Bonaventure de Bagnorea;
- Vita S. Francisci dans la Légende dorée (1265-1280) du dominicain Jacques de Voragine;
- Legenda monachensis (1275) d'un bénédictin anonyme du couvent d'Oberaltaich (Bavière)[7].

### Problème du franciscanisme primitif
Dans quelle mesure la pauvreté, au fondement du franciscanisme, est-elle vivable pour un ordre religieux ? Dès 1220, ce problème divise profondément les franciscains, entre radicaux, qui seront appelés Spirituels ou Fraticelles, attachés à une pratique concrète de la pauvreté, et modérés, appelés Conventuels, qui désirent certaines mitigations, spécialement en ce qui concerne les études ou l'ornementation des églises. Après avoir assombri les dernières années de François, contraignant celui-ci à des révisions de sa Règle, cette opposition va dégénérer en guerre ouverte aux environs de 1230, avec la construction fastueuse de la basilique d'Assise, sur ordre du général Élie de Cortone. La question ne sera officiellement tranchée qu'en 1322, par le pape Jean XXII qui, dans la bulle Cum inter nonnullos, se prononcera contre la pauvreté absolue.

### Destruction des œuvres de Celano

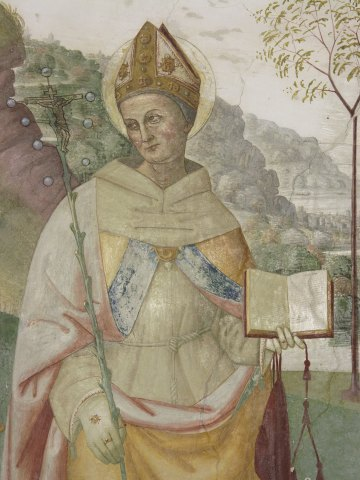
Saint Bonaventure, qui écrivit la Legenda Major sur la base des œuvres de Celano (par Tiberio d'Assisi).

Entre-temps, chaque parti a exprimé son opinion à travers l'hagiographie, prêtant à François la physionomie spirituelle qui incarne son propre idéal. 
On peut ainsi distinguer les ouvrages rédigés par le milieu radical, lequel a pour porte-parole narratif ou pour auteur le frère Léon, comme le Speculum perfectionis ou la Legenda antiqua, des ouvrages rédigés par le milieu modéré, dont le principal représentant est Thomas de Celano, contrôlé à ses débuts par le frère Elie. Entre ces deux types de portrait, dont le contraste entretient la querelle parmi les religieux, lequel choisir ? 
Les Fioretti de saint François d’Assise d’Ugolino da Brunforte est peut-être l’alternative la plus intéressante ayant fait l’objet de constante réédition depuis le XIXe siècle. Sorte d’Hagiographie décentrée et mordante, mêlant à la fois l’humour, la fable et le tragique, en quelque 53 courts chapitres où apparaissent tour-à-tour Frère Elie, Frère Leon mais également saint Antoine de Padoue, saint Dominique de Guzman, saint Louis Roi de France ou le sultan Al-Malik al-Kâmil Nâsîr ad-Dîn
Mais pour remédier à la situation, le chapitre général de 1266 interdit de lire toute autre biographie que la Legenda major et la Legenda minor (version liturgique de la première), composées  en 1260 par le théologien et alors ministre général saint Bonaventure, sur ordre du chapitre général de Narbonne, dans une perspective moins historienne qu'irénique. 
De plus, cette décision s'accompagne de l'ordre de détruire toutes les hagiographies antérieures. C'est ainsi que la Vita prima, première œuvre retrouvée de Celano à propos de François, ne sera publiée par les Bollandistes qu'en 1768. 
Depuis lors, de nombreuses redécouvertes ont eu lieu, au gré de la recherche, la dernière étant, en 2014, la Vie de notre bienheureux père François, acquise dans un fonds privé par la Bibliothèque nationale de France.

### Bilan actuel
Actuellement, les historiens saluent en Thomas de Celano un historien crédible : honnête et intelligent, il se base sur des témoignages oculaires ou auriculaires. 
Ils soulignent, cependant, que Thomas écrit à la demande des autorités ecclésiastiques, papes ou ministres généraux qui apprécient son style de fin lettré, de sorte qu'il a tendance à passer sous silence les désaccords existant au sein du franciscanisme primitif. 
Par ailleurs, Thomas est également un auteur spirituel : si ses modèles sont la Vie de saint Martin de Tours par Sulpice Sévère et la Vie de saint Benoît par Grégoire le Grand, il se révèle comme un expert de la spiritualité franciscaine, capable de passer de la théologie mystique à la prédication populaire, et principalement soucieux de faire ressortir la nouveauté du modèle incarné par François. 
Dans cette perspective, il exprime un idéal progressiste, en  rupture aussi bien avec une vision sacralisée de la tradition, qu'avec une vision traditionnelle de la sainteté.

#### Œuvres
- G. Mailleux, Thesaurus Celanensis : Vita prima, Legenda ad usum chori, Vita secunda, Tractatus de miraculis, Legenda sanctae Clarae virginis : concordance, index, listes de fréquence, table comparative, coll. Corpus des sources franciscaines, Université catholique de Louvain, Publications du Cetedoc, 1974.

#### Traductions françaises
- J. Dalarun, Les « Vies » de saint François d'Assise. Vie du bienheureux François, Légende de chœur, Légende ombrienne, Mémorial dans le désir de l'âme, de Thomas de Celano, introduction par Jacques Dalarun, traduit du latin par Dominique Poirel et Jacques Dalarun. coll. Sources franciscaines, Éditions Franciscaines et Éditions du Cerf  (ISBN 978-2204086974).
- J. Dalarun, La vie retrouvée de François d'Assise, Paris, Éditions Franciscaines, coll. « Sources franciscaines », 2015.
- Thomas de Celano, Vie de sainte Claire, traduit du latin par M. Havard de la Montagne, coll. Le Livre Chrétien, Paris, Librairie Arthème Fayard, 1953.
- Thomas de Celano, Vie de saint François d'Assise, traduit du latin avec une introduction et des notes, par l'abbé  M. J. Fagot, Paris, Imprimerie Saint-François, 1922, 389 p.

#### Études
- D. Vorreux, « Thomas de Celano », dans Dictionnaire de spiritualité ascétique et mystique, t. XV, Paris, Beauchesne, 1991, p.792-794.
- J. Le Goff, Saint François d'Assise, Gallimard, coll. « Folio histoire », 1999.